# Jean-Baptiste Colbert de Torcy
Jean-Baptiste Colbert de Torcy (Parijs, 14 september 1665 - aldaar, 2 september 1746) was een Frans diplomaat die diende onder koning Lodewijk XIV van Frankrijk als minister van Buitenlandse Zaken.

## Biografie
Jean-Baptiste Colbert de Torcy werd geboren als zoon van Charles Colbert de Crossy, die diende als minister van Buitenlandse Zaken onder Lodewijk XIV van Frankrijk. Hij was daarmee een neefje van Jean-Baptiste Colbert. Torcy ging rechten studeren en na zijn studie assisteerde hij zijn vader in zijn diplomatieke werk. Hij betoonde zich een kundig diplomaat en in 1689 verschafte koning Lodewijk XIV hem het recht dat hij zijn vader als minister kon opvolgen na zijn dood. In 1696 nam hij deze positie dan ook in en zou deze behouden tot 1715.
In 1708 reisde Torcy naar Den Haag af om een einde te maken aan de slepende Spaanse Successieoorlog, maar de vredesonderhandelingen mislukten omdat Anthonie Heinsius eiste dat Filips V van Spanje afstand van zijn troon zou doen. Een jaar later was Torcy ook betrokken bij opstellen van het pamflet dat Lodewijk XIV aan zijn volk verstuurde. Vervolgens was Torcy ook betrokken bij de diplomatieke onderhandelingen die leidden tot de Vrede van Utrecht en van Vrede van Rastatt.
Na de dood van Lodewijk XIV kwam er een einde aan de politieke invloed van Torcy. Regent Orléans ontsloeg hem net zoals enkele andere ministers van Lodewijk. Hij ging vervroegd met pensioen en maakte lange tijd deel uit van een politieke salon.
In Sablé-sur-Sarthe liet hij een kasteel bouwen.
- Biblioteca Nacional de España: XX891065
- Bibliothèque nationale de France: cb12567999m (data)
- Catàleg d'autoritats de noms i títols de Catalunya: 981058515272906706
- Gemeinsame Normdatei: 116636564
- International Standard Name Identifier: 0000 0001 2117 3662
- Library of Congress Control Number: no90025901
- Nationale Bibliotheek van Tsjechië: mzk2009528429
- Nationale Bibliotheek van Israël: 987007281749805171
- Nederlandse Thesaurus van Auteursnamen: 070126305
- LIBRIS: 319130
- SNAC: w6280d4z
- Système universitaire de documentation: 034987177
- Union List of Artist Names: 500240054
- Virtual International Authority File: 128062
- WorldCat: E39PBJxWPxrVbgPCJmrRqyP84q